# Massacre de Bossembélé
- Bouca
- Gaga
- Bouar
- Massacre de Bouar
- Incendie de Camp Bangui
- 1er Massacre de Boali
- 2e Bangui
- Bossangoa
- Opération Sangaris
- Bozoum
- Massacre de Bohong
- Massacre de Bossembélé‎
- Massacre de Bossemptélé
- Massacre de Baoro
- 2e Massacre de Boali
- 1er Grimari
- 2e Grimari
- Boguila
- Batangafo

Le massacre de Bossembélé a lieu lors de la troisième guerre civile centrafricaine.

## Déroulement
Le 15 janvier 2014, les troupes Selekas quittent la ville de Bossembélé. Celle-ci se retrouve alors sans la moindre défense car ni les forces de la MISCA, ni les troupes françaises de l'Opération Sangaris ne sont présentes sur les lieux,.
Les habitants musulmans tentent alors de quitter la ville, certains s'enfuient avec les Selekas, mais beaucoup sont contraints de rester sur place à cause du manque de véhicules, en particulier les éleveurs Peuls réfugiés. Ces derniers, plus pauvres que les commerçants de la ville, n'étant pas en mesure de payer leur transport. Une centaine de personnes environ sont laissées en arrière,.
Dès le lendemain, alors que les derniers Selekas quittent les lieux, les combattants anti-balaka prennent aussitôt le contrôle de la place, ils se voient toutefois opposer une faible résistance de la part de quelques combattants musulmans armés et d'un petit nombre de Selekas restés sur place. Ces derniers, bien moins nombreux, ne tiennent qu'une heure. Dans la soirée, les derniers musulmans se barricadent dans la mosquée,.
Le lendemain matin, les anti-balaka prennent d'assaut la mosquée. Plusieurs habitants qui s'y étaient réfugiés sont délibérément massacrés, mais d'autres parviennent néanmoins à s'enfuir. Selon Amnesty International, 25 cadavres sont retrouvés à l'intérieur de la mosquée, et 18 autres éparpillés à proximité. Parmi les victimes figurent des femmes, des vieillards, des enfants et un bébé de sept mois. Cependant le bilan total est probablement plus élevé, Amnesty International déclare ignorer le nombre des musulmans morts au combat ou exécutés. Aucun anti-balaka n'a été tué lors des combats. 
Pendant les violences, 27 femmes, 26 enfants et cinq hommes musulmans trouvent refuge dans une maison de chrétiens. Cependant ils sont repérés à cause des pleurs des enfants et capturés par les anti-balaka. Ils sont gardés captifs jusqu'au 21 janvier, où ils sont pris en charge par une organisation humanitaire étrangère et conduits à Bangui.